# تنغ كتوية (بالش)
تنغ كتوية (بالفارسية: تنگ‌کتویه) هي قرية تقع في إيران في البلدة المركزية. يقدر عدد سكانها بـ 1,848 نسمة .